# مطار خلخلة العسكري
مطار خلخلة هو مطار عسكري يديره القوات الجوية العربية السورية. يقع في قرب قرية خلخلة في محافظة السويداء. يتألف المطار من مدرجين، طول أحدهما 3 كيلومتر والآخر 2.8 كيلومتر. كما يحتوي على عشرون مروحية وثلاثون حظيرة للطائرات.

## التاريخ
استُخدم المطار من قبل القوات السورية خلال الحرب الأهلية السورية. تعرضت القاعدة الجوية لعديد الهجمات من مقاتلي الدولة الإسلامية، ومن أبرزها في عام 2018.